# サン・スタジオ
サン・スタジオ (Sun Studio) はロックンロールのパイオニア的存在であるサム・フィリップスが、1950年1月3日のテネシー州メンフィス、ユニオン・アヴェニュー703にオープンした録音スタジオである。元々の名称は「メンフィス・レコーディング・サービス」で、サン・レコード・レーベルと同じ建物で営業していた。1951年に最初のロックンロール・シングルと評されるジャッキー・ブレンストン＆デルタ・キャッツの「ロケット88」がレコーディングされた。1950年代前半にはハウリン・ウルフや、ジュニア・パーカー、リトル・ミルトン、B.B.キング、ジェイムズ・コットン、ルーファス・トーマス、ロスコー・ゴードンなどのブルースやR&Bのアーティストもレコーディングでこのスタジオを使用している。
1950年代後半には無名アーティストのデモのレコーディングを含むロックンロールやカントリー・ミュージック、ロカビリーのアーティストのほか、ジョニー・キャッシュ、エルヴィス・プレスリー、カール・パーキンス、ロイ・オービソン、チャーリー・フェザース、レイ・ハリス、ウォーレン・スミス、チャーリー・リッチなどがサン・レコードと契約を交わした。
サム・フィリップスは1959年に、上記ユニオン・アヴェニューのスタジオに取って代わる、より大きなスタジオ「サムC.フィリップス・レコーディング・スタジオ」（「フィリップス・レコーディング」の名称で有名）をオープンした。サムがホリデイ・イン・ホテルに投資をしてからは、ケモンズ・ウィルソンの依頼でホリデイ・イン・レコードのレコーディングも1963年から手がけるようになった。しかし、サム・フィリップスが1969年にシェルビー・シングルトンにレーベルを売却以降、1985年9月に行われたチップス・モーマンプロデュースの『クラス・オブ・'55 』のレコーディング・セッションまでの間、スタジオではレコーディングやレーベル関連の活動はなくなった。
1987年にサン・レコード・レーベルとメンフィス・レコーディング・サービスが入っていた元々の建物が、ゲイリー・ハーディーの手によって「サン・スタジオ」の名で再オープンし、U2やデフ・レパード、ボニー・レイット、リンゴ・スターなど多くの著名アーティストを引きつけた。

## フィリップス・レコード
1950年1月、ラジオ局WRECのエンジニアであったサム・フィリップスが長年の友人マリオン・カイスカーをアシスタントとしてユニオン通り706番地にメンフィス・レコーディング・サービスを開業した。フィリップスは若い頃から自身のレコード会社を所有することが夢であり、これが実現してとても喜んでいた。しかし軌道に乗せるのは容易なことではなかった。初動費用のため、フィリップスは会議、結婚式、合唱、葬式のためにレコーディングを行なった。彼はまた門戸を開放し、小額で誰でもレコーディングできるようにした。フィリップスのスタジオのスローガンは「何でも、どこでも、いつでも録音する」ことだった。6月、フィリップスと友人で地元のDJであるドゥーイ・フィリップス(親戚ではない)が自身のレコード会社フィリップス・レコードを立ち上げた。この会社の目的は、どこでレコーディングしたらいいのかわからない南部の黒人アーティストのレコーディングを行なうことであった。しかしヒットに恵まれず、ジョー・ヒル・ルイスの『Boogie in the Park 』が400枚弱売れたのみであった。
フィリップス・レコード倒産後、フィリップスはチェス・レコードやモダン・レコードなど他のレコード会社と取引を始め、デモ・テープを彼らに渡し、アーティストのためにマスター・テープをレコーディングした。この頃、フィリップスは最初のロックンロールと考えられているジャッキー・ブレンストンの『Rocket 88 』をレコーディングした。何人かの伝記作家はこれをフィリップスの独創的創造性により比類のないサウンドの曲を生み出したとしたが、レコーディングで使用されたアンプが壊れていたために曖昧なサウンドになっただけだとする者もいる。

## サン・レコード
1952年初頭、フィリップスは再度自身のレコード会社を始めた。これがサン・レコードである。1年目にレコーディングしたB.B.キング、ジョー・ヒル・ルイス、ルーファス・トーマス、ハウリン・ウルフなど様々なアーティストが成功するようになった。ここで多くの人々がレコーディングするようになったにもかかわらず、利益を上げることは難しかった。ラジオ局や販売業者にプロモーションするために1年に6万マイルを運転した。コスト削減のため、当時通常5%だったロイヤルティーを3%に抑えた。フィリップスは再度倒産の危機に瀕し、アルコールに手を出すようになり精神科に入院し、電気けいれん療法を受けたとされる。
1953年、『ハウンド・ドッグ』に似たルーファス・トーマスの『Bearcat 』がサン・レコードの最初のヒット曲となった。しかし著作権法違反となり、サン・レコードは危うく破産するところであった。にもかかわらずフィリップスは6月の出獄を言い渡されたばかりの黒人カルテットであるザ・プリゾネアズがシングル『Just Walkin' in the Rain 』をレコーディングし、1956年、ジョニー・レイが歌ってヒットするなど、他の様々なアーティストのレコーディングを行ない、事業を続けることができた。この曲は大ヒットし、地元紙がレコーディング秘話について興味を持った。何人かの伝記作家は7月15日の『Memphis Press-Scimitar 』紙の記事がエルヴィス・プレスリーがサン・スタジオでレコーディングするきっかけとなったと考えている。

## エルヴィス・プレスリー

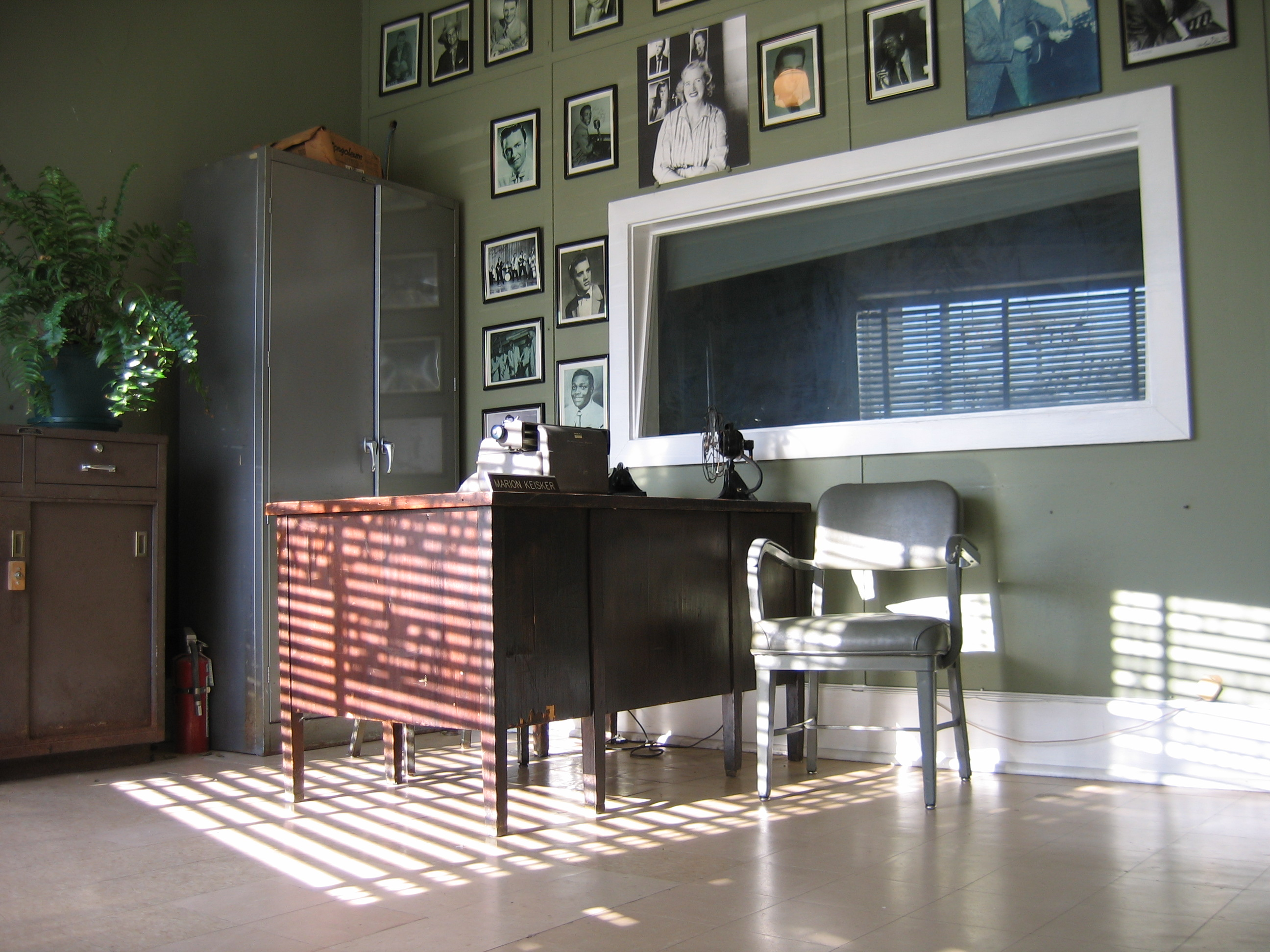
サン・スタジオのフロント・オフィス。オフィス・マネージャーであったマリオン・カイスカーは、若き日のエルヴィス・プレスリーをはじめ、スタジオに初めて訪れる多くのアーティストの応対をしていた。

1953年8月、6月に高等学校を卒業したばかりの18歳のプレスリーがサンの事務所にやって来た。アセテート盤で『My Happiness 』、『That's When Your Heartaches Begin 』を数分でレコーディングするつもりであった。後にプレスリーが語ったところによると、このレコードは母親にプレゼントする予定だったか、単に自分の歌声に興味があったかで、雑貨屋の近くにより安いアマチュア・レコーディングがあったにもかかわらずサンでレコーディングを行なった。伝記作家のピーター・ガラニックはプレスリーはサンに見出されることを望んでサンを選んだのではないかと語った。受付のマリオン・カイスカーがプレスリーにどのジャンルを歌うのか尋ねると、プレスリーは「どんなジャンルでも歌う」と応えた。彼女がどのアーティストに似た感じなのか聞きなおすと、プレスリーは何度も「他の誰とも似ていない」と応えた。レコーディングの後、フィリップスはカイスカーに彼の名前を書かせたところ、彼女は「良いバラード歌手。採用」と追記した。1954年1月、2枚目のアセテート盤『I'll Never Stand In Your Way 』と『It Wouldn't Be the Same Without You 』をレコーディングしたが、特に何も起こらなかった。
その頃フィリップスは多くのファンを獲得するため、黒人音楽を演奏する者を探していた。カイスカーによると「サムは『もし黒人のサウンドと黒人のフィーリングを持った白人を見つけることができたら、私は億万長者になれる』と何度も言っていた」。6月、フィリップスはバラード『Without You 』のデモ・テープを手に入れ、この曲は10代の歌手に合うと考えた。プレスリーはスタジオにやって来たがうまくいかなかった。にもかかわらずフィリップスはプレスリーに知っている曲をなるべく多く歌うように語った。プレスリーは自身のレコーディング・セッションのために来ていた地元のミュージシャンでギター奏者のスコティ・ムーア、コントラバス奏者のビル・ブラックから大きな影響を受けた。
7月5日夜に始まったセッションは不毛なまま真夜中になった。皆諦めて帰宅しようとした時、プレスリーは自分のギターを持ち、1949年のアーサー・クルダップのブルース『ザッツ・オール・ライト』を歌い始めた。ムーアはこの時のことについて「不意にエルヴィスがこの曲を歌い始め、飛び回ってばかみたいに動き回った。するとビルがベースを弾き始め、彼もばかみたいに動き回った。私も彼らと演奏を始めた。サム、機械室のドアが開きっ放しみたいだけど。彼は首を出して『何やってるんだよ』と言い、私たちは『わからない』『ええと、伴奏かな』と応えた。彼は『もう1回最初からやれ』と言ったのだ」と思い返した。フィリップスはすぐに録音を始め、彼はこれこそが自分が探していた音楽だと思った。3日後、ドゥーイ・フィリップスが自身のラジオ番組『Red, Hot, and Blue 』でこの『ザッツ・オール・ライト』を流した。リスナー達はこの歌手が誰なのかを知るために電話をかけ始めた。フィリップスはその後2時間この曲を繰り返し流した。プレスリーのインタビューでフィリップスは、この歌手が黒人だと思っているリスナー達のために、肌の色を明らかにするために出身高校名を尋ねた。その後数日間、3人は独特のスタイル、仮設ディレイを使用してビル・モンローのブルーグラス『Blue Moon of Kentucky 』をレコーディングした。『ザッツ・オール・ライト』をA面に、『Blue Moon of Kentucky 』をB面にしたシングルを製作した。

### プレスリーの移籍
数ヶ月以内にプレスリーのレコードのヒットにより、フィリップスは業務を大幅に拡大した。南部の全てのラジオ局とレコード店はしきりに彼のレコードをかけたがり、プレスリーの名声は翌年まで上がり続け、フィリップスはプレスリーを全国的に売り出すには手狭過ぎると考えていた。1955年2月、フィリップスはマネージメントで有名であったトム・パーカー大佐と会った。パーカーはプレスリーの成功には大規模なレコード会社が必要であると説得し、数ヵ月後フィリップスはプレスリーとの契約を売却することに同意した。フィリップスはパーカーに3万5千ドルのうち、11月15日までに5千ドルの頭金を要求した。当時3万5千ドルというのはまだ全米の舞台に立ったことがない歌手の契約金としては破格で、通常の歌手の契約としても前代未聞であった。
プレスリーはサンを離れたくなかったが、サンのエンジニアのジャック・クレメントによるとフィリップスは借金の清算と当時まだ払い続けていたルーファス・トーマスの『Bearcat 』で起こった著作権法違反金のために金銭が必要であったのだ。しかしフィリップスは大抵のレコード会社は手を引くと思い、3万5千ドルを提示したのだと語った。にもかかわらず1955年11月、プレスリーはRCAレコードと契約し、サンを離れた。フィリップスはこの時の契約金の一部を基に、ジョニー・キャッシュ、カール・パーキンス、ジェリー・リー・ルイス、ロイ・オービソンなど他のアーティストの売り出しを行なった。

### ミリオン・ダラー・カルテット
1956年12月4日、エルヴィス・プレスリー、ジェリー・リー・ルイス、カール・パーキンス、ジョニー・キャッシュの4人によりサン・スタジオで即興のジャム・セッションがまさに偶然に行なわれた。『ブルー・スエード・シューズ』ですでに成功していたパーキンスが兄弟のクレイトンとジェイ、およびドラム奏者のW・S・ホランドと共に古いブルースを基にした『マッチボックス』など新曲のレコーディングのためスタジオに来ていた。フィリップスは薄いロカビリーの管楽器に厚みを持たせたがっており、独特のピアノ演奏をするメンフィス以外でまだ名が知られていない新人のジェリー・リー・ルイスをパーキンスのセッションにピアノ奏者として呼んでいた。
午後の早いうちにプレスリーはガールフレンドのマリリン・エヴァンズを伴ってスタジオにちょっと立ち寄った。当時彼はショービジネス界の大スターで、これまでの1年間でシングル・チャートで5回、アルバム・チャートで2回第1位を獲得していた。4ヶ月弱前、『エド・サリヴァン・ショー』に出演し、前代未聞の当時史上最高の視聴率83%を獲得して5千5百万人が視聴したとされた。
機械室でフィリップスと会話した後、プレスリーはパーキンスのセッションの再生を聴き称賛した。その後彼はスタジオに入って行き、少しした後セッションが始まった。サンに所属しカントリー・チャートでいくつかヒットを出していたジョニー・キャッシュが入ってきた(キャッシュは自伝『Cash 』の中でパーキンスのセッションを聴くためこの日サン・スタジオに最初に到着したと記した)。エンジニアのジャック・クレメントは「これを録音しない訳にはいかない」と独り言を言って録音し始めた。何曲か演奏した後、ルイスがピアノ演奏中にプレスリーとガールフレンドのエヴァンズが抜け出した。キャッシュは本の中で「誰もジェリー・リーに合わせなかったし、エルヴィスにもだ」と記した。
セッションの間フィリップスは宣伝のチャンスと考え、地元紙『Memphis Press-Scimitar 』に電話をかけた。同紙のエンタテイメント記者ボブ・ジョンソンがUPI通信社のレオ・ソロカと写真家を伴って現れた。
翌日、このセッションについての『Memphis Press-Scimitar 』のジョンソンによる記事には『ミリオン・ダラー・カルテット』の見出しが付いていた。この記事には後に有名になった、プレスリーのピアノの周りを3名が囲んでいる写真が添えられていた(編集前のこの写真にはピアノに座るエヴァンズが写っている)。この写真には確かにキャッシュが写っているが、音源ではキャッシュの声がはっきりとは確認できない。

## 下降
プレスリーがサンを離れてから数年後、フィリップスは他のアーティストで成功していた。サン・スタジオはタレント養成所として知られるようになり、その後大規模なレコード会社と共に業務拡大を検討するようになった。1959年、さらに広い土地を求め、マディソン通り639番地に移転した。1960年代半ばまでにフィリップスはレコーディングへの興味を失い、ラジオの方に向いていた。1950年代終盤から彼はラジオ局を複数開局し、創造性に富むレコーディング・スタジオとしての評判を落としていた。1968年、サンは最後のレコードを出版した。1969年、レイ・スティーヴンスのヒット曲『Ahab the Arab 』、ジーニー・C・ライリーのヒット曲『Harper Valley PTA 』で知られるマーキュリー・レコードのプロデューサーのシェルビー・シングルトンがフィリップスからサン・レコードを買収した。シングルトンは彼の所有する会社と合併させ、サン・インターナショナル社を創立し、1970年代初頭のサンのアーティストの作品の再発売を行なった。シングルトンは工場をナッシュビルに移し、建物は配管会社に売却されたが、その後自動車部品店に売却された。

## 再開
プレスリーの没後10年の1987年、ユニオン通り706番地のサン・スタジオはレコーディング・スタジオに戻り、プレスリーのファンや一般の音楽愛好家が訪れる観光地となった。このスタジオはU2、デフ・レパード、ジョン・メレンキャンプ、ボガス・ブラザーズ、クリス・アイザック&シルヴァートーンなど多くの著名なアーティストに使用されている。2003年、アメリカ合衆国国定歴史建造物に認定された。

## 映画作品
サン・スタジオは伝記映画『ウォーク・ザ・ライン/君につづく道』、『火の玉ロック』、『エルヴィス』のセットに使用されている。ジム・ジャームッシュ『ミステリー・トレイン』ではガイドツアーのようすが出る。

## サン・スタジオ・セッションズ
サン・スタジオは定期的にYouTubeやテレビ放送にスタジオ・セッションのポッドキャストをリリースしており、30分バージョンのシリーズを2010年の1月からPBS系列局で放映するとしている。シーズン1ではグレイス・ポッター・アンド・ザ・ノクターナルズ、ステファン・ケロッグ・アンド・シクサーズ、キャサリン・フィーニー、エイミー・ラヴィア、デイヴィッド・フォードらが登場し、145のPBS系列で放送もしくは放送予定である。また、ケンタッキー、ノース・カロライナ、サウス・カロライナ、ユタ、メイン、アラバマ、ネブラスカ、ニュー・ハンプシャー、ウエスト・バージニアなどの州ローカル放送局でも放送もしくは放送予定である。
現在製作中のシーズン2ではジェイコブ・ディラン、スリー・レッグス、トゥルース・アンド・サルベージ・カンパニー、グレイス・ポッター・アンド・ラングホーン・スリムらがフィーチャーされている。